# 坎巴拉太空计划2
《坎巴拉太空计划2》是一款2023年2月24日（搶先體驗）發行的太空飞行模拟游戏。它由Intercept Games工作室开发，Private Division公司发行。本游戏为2015年发行的《坎巴拉太空计划》之续作，定于2023年发行在Microsoft Windows、PlayStation 4、PlayStation 5、Xbox One及Xbox Series X/S等平台。

## 游戏特色
本续作延续了前作《坎巴拉太空计划》的沙盒特色，同时还加入了其他特色，包括新的火箭引擎（如猎户座引擎）、外星建筑模组、太空与行星际移民、多人模式，以及恒星际旅行模组。

## 游戏开发
《坎巴拉太空计划2》最初问世于2019年8月19日的科隆游戏展，原计划与2020年上半年发行。游戏由前身为优步娱乐（Uber Entertainment）的Star Theory Games开发。其改名是为了更好迎合“坎巴拉太空计划”这一游戏名称。《坎巴拉太空计划2》的开发被部分移交至Star Theory后，Squad得以专注于原作的进一步开发。为了确保游戏体验原汁原味，开发团队从一众专家学者处寻求了意见，包括华盛顿大学航空航天部副主席Uri Shumlak博士；天体物理学家，资深的坎巴拉太空计划YouTube创作者Scott Manley；以及另一位天体物理学家Joel Green博士。游戏团队也收到了前作对于新玩家而言过于困难的反馈。因此，团队通过加入更多教程以确保玩家能够了解游戏多样的游玩机制。
然而，出于多种原因，游戏的发售日期又被推迟至2021年的第三季度。Take-Two在Private Division旗下建立了一个新的，未命名的工作室来继续《坎巴拉太空计划2》的开发，并加入了一些来自Star Theory的员工。而Star Theory是否只是“接受移交”也成为了一个疑问。之后来自彭博社的报导表明，Take-Two进行了关于收购Star Theory的谈判，但是突然变卦，建立了新的工作室（即Intercept Games）来开发该游戏，挖走了Star Theory三分之一的开发者，包括游戏创意总监与首席制作。Star Theory则在仅3个月后关闭了。
在2020年11月，游戏创意总监Nate Simpson宣布游戏再次跳票，发售日期被延后至2022年。在2021年9月，游戏团队通过其官方推特宣布，游戏也会同时在2022年于PlayStation 5和Xbox Series X/S同步发行。2022年5月，Nate Simpson再次宣布该游戏发售日期再次延后，将在2023年初发售。
2022年10月21日，游戏开发团队正式宣布，该游戏最终将在2023年2月24日以抢先体验的形式发售，同时在公告中透露了大量的游戏内容。
2023年3月16日，更新v0.1.1.0 Patch，優化及修正了許多錯誤。
2023年12月19日，更新v0.2.0.0版本，此版本增加了科學研發科技樹的遊戲模式。
2024年5月，Take-Two宣布作为裁员计划的一部分，它将关闭Intercept Games在内的两家工作室并且将对发行部门Private Division进行裁员，但是《坎巴拉太空计划2》的更新工作将会继续维持更新。

## 遊戲爭議
2023年2月24日以搶先體驗的形式上市，但遭到玩家批評遊戲體驗極差甚至沒辦法玩要求退款。
2024年5月1日Take-Two宣布解散Intercept Games工作室後，Steam湧入大量不滿玩家負評評價，但官方宣稱只是關閉發行商卻沒有起到安撫作用，讓許多玩家警告其他人不要購買遊戲。